# Zărnești
Zărnești (pronunciació en romanès: [zərˈneʃtʲ]; en alemany: Molkendorf, Zernescht; en hongarès: Zernest) és una ciutat del comtat de Brașov, Transsilvània, Romania, amb una població de 21.681 habitants. Administra un poble, Tohanu Nou (Neu-Tohan; Újtohán).
Es troba a prop de les muntanyes Piatra Craiului, que formen part de la serralada dels Carpats del Sud. La seva proximitat al Piatra Craiului el converteix en un punt de partida comú per a turistes i excursionistes que vulguin explorar "El Parc Nacional de Piatra Craiului".

## Història
Durant el període romà, els soldats de la Legio XIII Gemina van ser enterrats al territori actual de Zărnești. Es menciona per primera vegada l'any 1373 amb el nom de Zârna i també es coneix com "possessio regalis Zerne" el 1395. Altres noms que van aparèixer després del 1437 són Zerna, Villa Czerne i Zernyest.
Zărnești actual es va desenvolupar a la mateixa ubicació que la històrica. La comuna de Tohan, que ara forma part de la ciutat, es va esmentar per primera vegada l'any 1294 i es manté entre els assentaments més antics en romanès que han mantingut el seu nom i ubicació inalterats.
A la batalla de Zernest 1690, l'aliat Otomà Imre Thököly va derrotar a les forces dels Habsburg (en cooperació amb el Voivoda de Valàquia Constantin Brâncoveanu), que li va permetre convertir-se en Príncep de Transsilvània per un període curt.
A causa de la diversitat topogràfica de Zărnești i els seus voltants, l'agricultura es va convertir en l'ocupació principal dels seus residents fins no fa gaire. La industrialització es va iniciar en algun moment dels anys 1800, amb la construcció de la planta de fabricació de paper el 1852, llavors anomenada Celuloza (ara anomenada Celohart - EcoPaper), i la planta d'armes "6 Martie" el 1936. Aquests projectes van convertir Zărnești d'una ciutat predominantment rural a una ciutat més urbana.
Al desembre de 1939, el desastre va colpejar la ciutat, ja que es van vessar 24 tones de gas clor i van matar 60 persones, fins i tot a una distància considerable de la planta on va fallar un vaixell d'emmagatzematge.
La ciutat de Zărnești es va desenvolupar en gran part a l'era comunista, portant la seva població a 25.000 persones, cosa que va contribuir a afegir alguns barris de blocs de l'era comunista. El 1951, Zărnești va ser declarada ciutat, de la qual Tohanul Vechi (Old Tohan) va formar part. El 1968, la comuna de Tohanul Nou (Nou Tohan) es va incloure a Zărnești pròpiament dit. Després de la revolució romanesa del 1989, les plantes industrials van tancar-se, només per vendre-les peça a peça a compradors privats.
Actualment, Zărnești ha experimentat un repunt turístic, que ha alleujat part de la pressió de l'atur que va seguir la revolució.

## Nom
El nom romanès "Zărnești" és una derivació de zârnă (Ombra de nit negra), una paraula d'origen eslau (de l'església vella eslava зрьно, gra) i sufix -ești.

## Clima
Zărnești té un clima continental càlid i estiu humit (Dfb a la classificació climàtica de Köppen).

## Gent notable
- Ioan Bran de Lemény, advocat, revolucionari i primer funcionari romanès de Transsilvània
- Lucian Clinciu, alpinista d'esquí
- Gheorghe Crăciun, escriptor i traductor
- Dimitru Frâncu, alpinista d'esquí
- Ionuț Gălițeanu, alpinista d'esquí i corredor de muntanya
- Eduard-Michael Grosu, ciclista de carreres professional romanès, nascut a Zărnești
- Alexandru Ilie, futbolista professional
- Rareș Manea i Silviu Manea, esportistes esportius de resistència
- Ioan Mețianu, clergue de l'Església Ortodoxa Romanesa
- Traian Moșoiu, general romanès de la Primera Guerra Mundial, nascut a Tohanul Nou
- Ion Monea, campió romanès de boxa, nascut a Tohanul Vechi

## Galeria de fotos

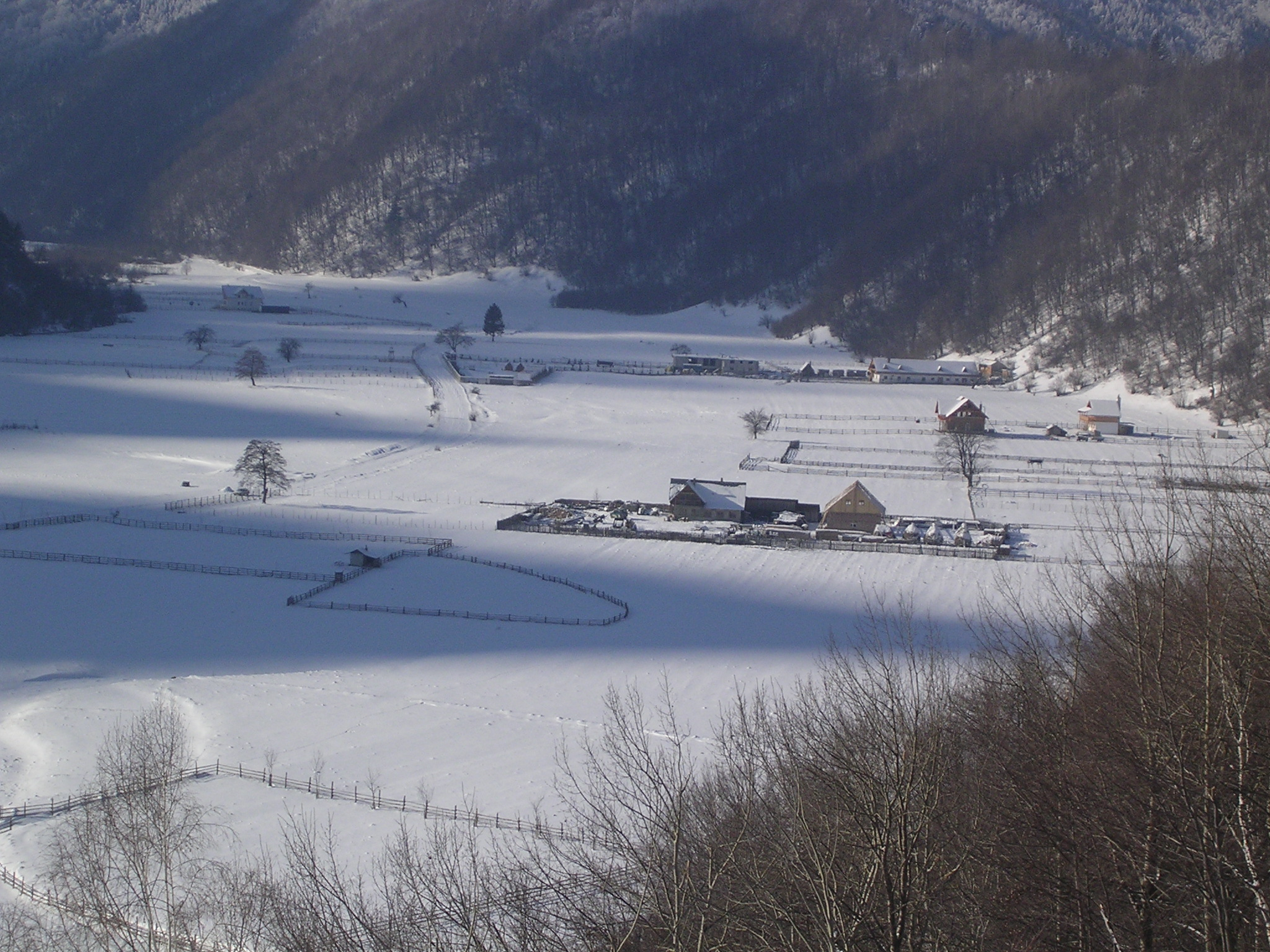
Vista de la vall de Zărnești
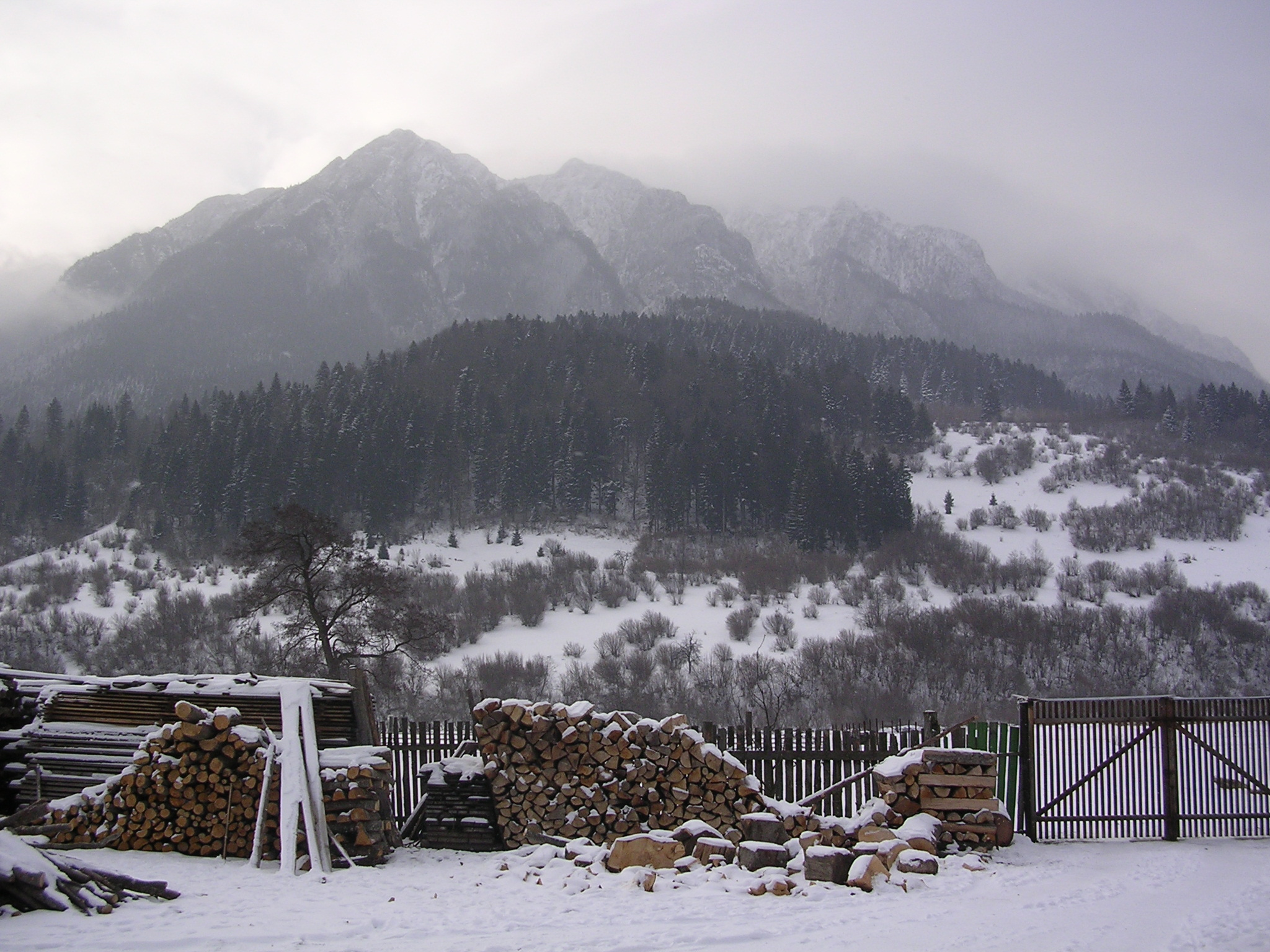
Vista de les muntanyes Piatra Craiului des de Zărnești